# Paratigriopus hoshidei
Paratigriopus hoshidei är en kräftdjursart som beskrevs av Ito 1969. Paratigriopus hoshidei ingår i släktet Paratigriopus och familjen Harpacticidae. Inga underarter finns listade i Catalogue of Life.